# Aiwa

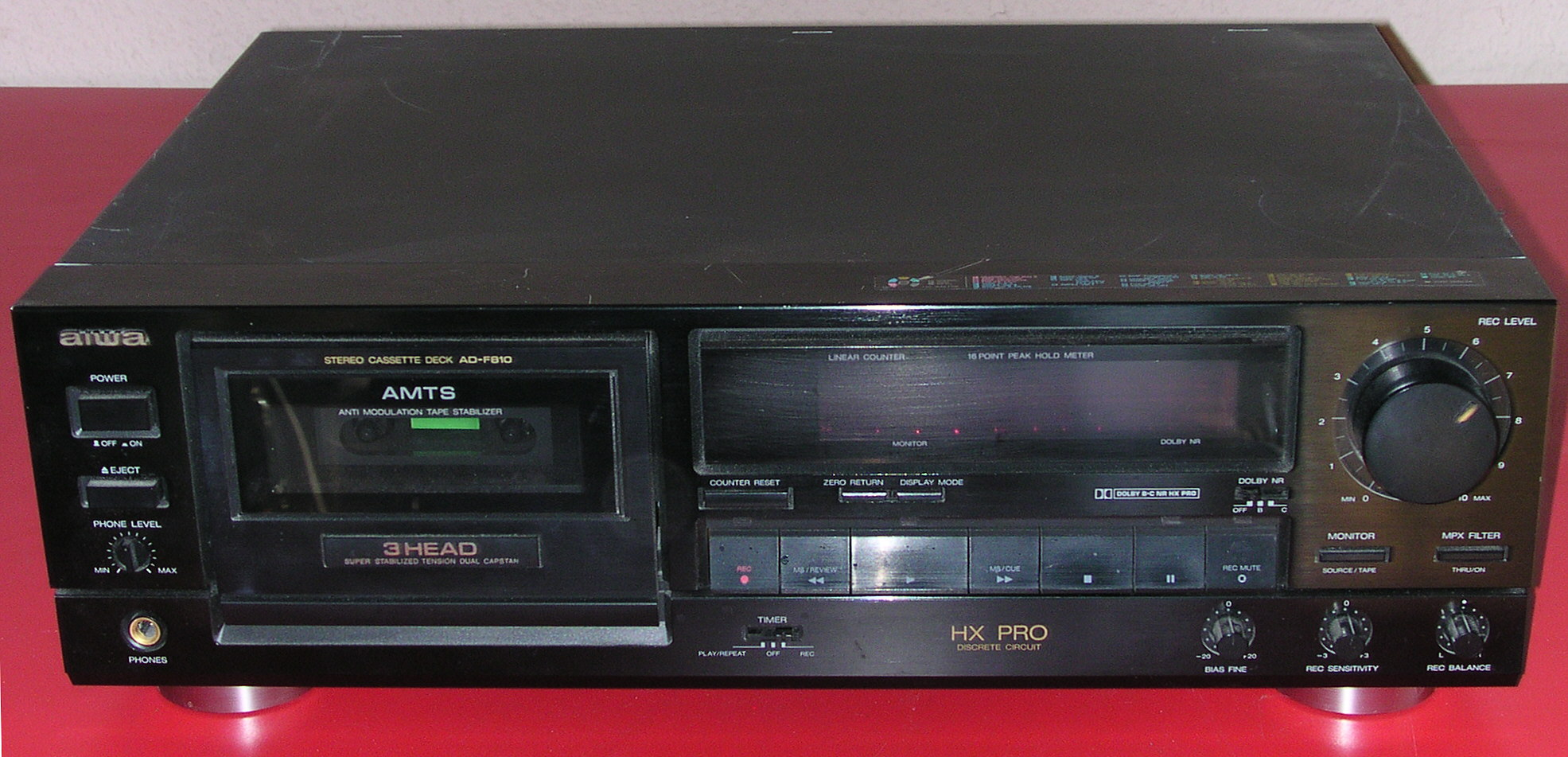
Aiwa F810

Aiwa K.K. (jap. アイワ株式会社) war ein japanisches Unternehmen, das sich auf Multimediageräte spezialisiert hatte.

## Geschichte
Aiwa wurde 1951 als AIKO Denki Sangyo Co., Ltd. gegründet und stellte anfangs nur Mikrofone her. Im Jahre 1959 erfolgte die Umbenennung in Aiwa. Das Unternehmen erreichte Bekanntheit durch Pionierarbeit auf dem Gebiet HiFi-tauglicher Kassettenrekorder und produzierte Japans erstes digitales Tonbandgerät.
Ab 1967 begann Sony Aiwa-Aktien zu erwerben und war ab ca. 1982 Mehrheitsinhaber. Die BASF hatte in den 1970er Jahren Verträge mit Aiwa und hat einige Kassettenrekorder, z. B. die Radiorekorder 9300 und den 9301, unter eigenem Namen vertrieben. Die hohe Innovationsfähigkeit konnte das Unternehmen dauerhaft nicht halten und ging in den 1990er Jahren fast konkurs, obwohl damals fast das gesamte japanische Management bis hinunter zu den Landesgesellschaften durch Sony-Manager ersetzt wurde.
Ende der 1990er Jahre geriet das Unternehmen zunehmend unter Druck und musste sechs Aiwa-eigene Fertigungsstätten, darunter eine hochmoderne Produktionsanlage in Wales, verkaufen. Mit dem Erlös und einer für Aiwa in Japan anstehenden Steuer-Verlustzuweisung wurde 2002 die vollständige Firmenübernahme des bisherigen Teilhabers Sonys finanziert. Dabei blieb unter dem Strich für das Fiskaljahr 2002/2003 für Sony ein kleiner Überschuss übrig, der deren Bilanz etwas verbesserte. Die zu diesem Zeitpunkt durch Aiwa bereits angekündigten ersten LCD-Fernseher für den Fachhandel wurden zurückgezogen und erst Jahre später unter dem Markennamen Sony angeboten.
Nach der Übernahme verkaufte Aiwa als ein erweiterter Vertriebskanal für Sony vor allem Geräte aus dem Audio-Bereich, wie Hi-Fi-Anlagen, Discmans und MP3-Player bis hin zu Fernbedienungen.
Im Jahre 2004 wurden neue Produkte eingeführt, die jedoch negative Presseberichte erhielten. Im selben Jahr stellte Sony die Unterstützung der Aiwa-Produkte ein. Ab 2005 wurden die Aiwa-Produkte nur noch in einigen Ländern verkauft. Im Jahre 2006 stellte Sony die Marke Aiwa ganz ein.
Im Jahre 2013 erwarb die US-amerikanische River West Brands die Markenrechte von Aiwa und ging daraufhin eine Partnerschaft mit Hale Devices aus Chicago ein, die sich 2015 in Aiwa umbenannten. Als Gründungsdatum der neuen Aiwa Corporation wird 2011, das Gründungsdatum der Hale Devices, angegeben. Unter der neuen Marke wird Audiozubehör wie Bluetooth-Lautsprecher und Kopfhörer vertrieben.
Für Südamerika übernahm 2017 Audio Mobile Americas, S. A. die Markenrechte.

## Webpräsenz
Seit August 2010 existiert die Website aiwa.com nur noch als Weiterleitung auf die Website von Sony. Mit aiwa.co und eu-aiwa.com unterhält das neue Unternehmen eigene Websites. Audio Mobile Americas ist unter aiwalatinoamerica.com zu erreichen.

## Logos

Erstes Aiwa-Logo 1959 bis 1991
Aiwa-Logo zwischen 1992 und 2002 und ab 2011
Aiwa-Logo zwischen 2002 und 2006
Aiwa Digital Audio & Video